# Deutsche Höhere Privatschule Windhoek

DHPS Windhoek

Die Deutsche Höhere Privatschule (DHPS) ist eine deutsche Auslandsschule in der namibischen Hauptstadt Windhoek. Sie liegt im Stadtteil Windhoek-Central. Die Hauptunterrichtssprache ist Deutsch. Die Schule wird von nahezu 1200 Schülern besucht und derzeit (Stand Februar 2024) von Direktor Jörg Przybilla geleitet.
Die Schule bietet in der Grundstufe drei deutschsprachige Klassen sowie eine englischsprachige Klasse (mit Deutsch als Fremdsprache). In der bilingualen Mittelstufe findet der Unterricht in deutscher und/oder englischer Sprache statt. Ab Klasse 10 wählen die Schüler, ob sie mit dem Deutschen Internationalen Abitur oder dem internationalen Cambridge Certificate abschließen wollen.

## Geschichte
Die DHPS wurde 1909 unter dem Namen „Kaiserliche Realschule“ mit zwölf Schülern als Schule für die deutschsprachige Bevölkerung Deutsch-Südwestafrikas gegründet. Unter der Besatzung Großbritanniens und Südafrikas nach dem Ersten Weltkrieg mussten alle öffentlichen Schulen Englisch oder Afrikaans als Unterrichtssprache einführen. Die „Deutsche Realschule Windhuk“ wurde in eine Privatschule umgewandelt, um Deutsch als Unterrichtssprache zu bewahren. 1962 erhielt die Schule ihren jetzigen Namen.

## Einrichtungen
Heute umfasst die DHPS einen Kindergarten, Vorschule und alle Jahrgangsstufen bis zur 12. Klasse (bis 2009 bis zu 13. Klasse). Sie bietet das deutsche Abitur (gemäß der Deutschen Internationalen Abiturprüfung) und das Cambridge Certificate an. In der neunten Klassenstufe müssen sich die Kinder für einen der beiden Abschlusswege entscheiden.
Die DHPS beschäftigt Lehrkräfte aus Namibia und verschiedenen deutschsprachigen Ländern in Europa, vor allem aus Deutschland.
Die Schule besitzt ein Internat mit etwa 101 Heimkindern (Stand 2013)  und betreibt ein Patenschaftsprogramm für begabte Kinder nichtdeutscher Muttersprache aus ärmeren Teilen des Landes. Das ist auch der Grund, weshalb insbesondere während der letzten Jahrzehnte auch immer mehr schwarze Kinder die Schule besuchen können, zum großen Teil mit Hilfe von Stipendien und Begabtenförderung des Staates und der Schule.

## Bekannte Personen

### Absolventen
- Beate Baumgartner (* 1983), Sängerin
- Lucia Engombe (* 1972), Journalistin
- Giselher W. Hoffmann (1958–2016), Schriftsteller
- Ottmar von Holtz (* 1961), Politiker
- Barbara Kahatjipara (* 1975), Fotomodell
- Jens M. Lucke (* 1960), Autor und Journalist
- Henning Melber (* 1950), Politikwissenschaftler
- Calle Schlettwein (* 1954), Politiker
- Sylvia Schlettwein (* 1975), Schriftstellerin
- Manfred Starke (* 1991), Fußballspieler
- Sven Thieme (* 1968), Geschäftsmann
- Anton von Wietersheim (* 1951), Politiker

### Lehrer
- Petra Hamman (1935–2010), Politikerin
- Folkert Meeuw (* 1946), Schwimmer
- Dieter Widmann (* 1942), Pädagoge und Fußballer

## Trivia
2005 war die Schule im Rahmen des kleinen Fernsehspiels des ZDF in der Dokumentation Namibia Generation X zu sehen. Diese begleitete fünf Schüler des Abschlussjahrganges mit unterschiedlicher Herkunft. Das Schulgebäude war zudem Handlungsort im deutschen Fernsehfilm Um Himmels Willen – Mission unmöglich (dort als „nigerianisches Innenministerium“).